# La mummia (Conan Doyle)
La mummia (Lot no.249) è un romanzo breve di Arthur Conan Doyle del 1892.
Nonostante la produzione fantastica di Conan Doyle sia di gran lunga superiore per quantità e, per suo parere, qualità rispetto al ciclo di Sherlock Holmes, questo aspetto dello scrittore è poco noto. Come un'altra sua opera più famosa nell'ambito del fantastico - Il mondo perduto - anche questo romanzo breve ha ispirato numerosi cineasti e fumettisti, assieme al racconto Il guardiano del Louvre, l'altra storia dalle atmosfere egizie di Doyle.

## Trama

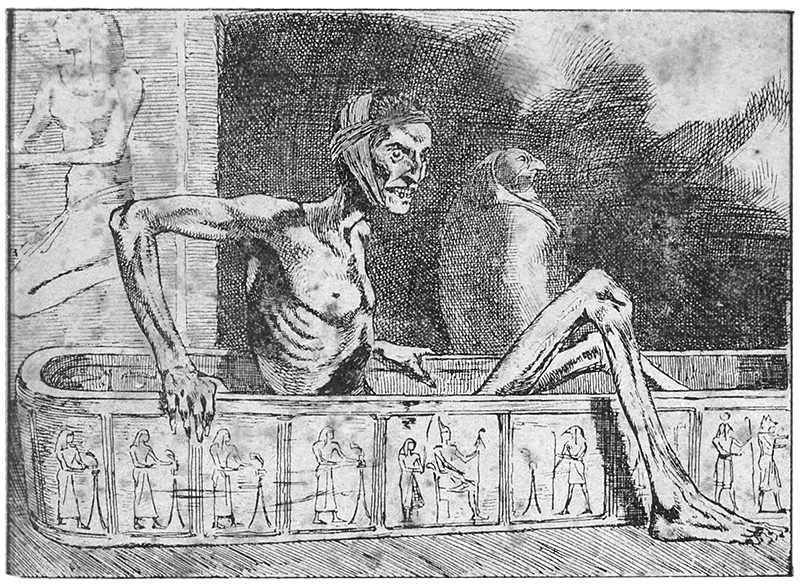
Illustrazione della mummia di Martin van Maële

Università di Oxford, maggio 1884. Nell'ala detta Old College, una "torretta d'angolo straordinariamente antica" è occupata da tre studenti: Abercrombie Smith, studente di medicina prossimo alla laurea e occupante dell'ultimo piano, William Lee Monkhouse, al piano terra, e tal Edward Bellingham, egittologo e occupante del secondo piano. Alla vicenda partecipano anche Jephro Hastie e il Dottor Peterson, amici di Smith, oltre al custode della torretta, Thomas Styles.
Dopo una breve introduzione, in cui viene appunto descritta la torre e i loro occupanti, e dopo una breve introduzione su Smith, le restanti descrizioni sui suoi coinquilini vengono affidate alla bocca di Hastie, che, pur avendo parole lodevoli verso Monkhouse, mette in guardia l'amico da Bellingham, personaggio inquietante sia nell'aspetto sia nei modi e, sfortunatamente, fidanzato con la sorella di Monkhouse. Il primo contatto tra Smith e i suoi vicini avviene la sera stessa della visita dell'amico: un urlo di terrore riempie la torre e subito dopo Monkhouse sale da Smith per chiedergli soccorso: Bellighman si è sentito male. Viene trovato dai due in uno stato di terrore mentre nella stanza, tra i vari insoliti oggetti di provenienza egizia, stava una mummia:
(Arthur Conan Doyle, da La mummia, 2º capitolo.)
Il terrore del giovane, però, sembrava alterato da uno strano trionfo negli occhi, cosa cui non venne dato troppo peso da Smith sul momento. Solo gli avvenimenti successivi gli fecero collegare questo e altri indizi.
Da quel giorno, comunque, il futuro medico e l'egittologo iniziarono a stringere amicizia, almeno fino a quando, un giorno, Smith non fece notare a Bellingham che qualcuno era uscito dalla sua stanza. Quest'ultimo, corso immediatamente fuori, inventò, poco dopo, una scusa abbastanza incredibile su un fantomatico cane di razza che aveva da poco acquistato. Smith, però, pensò che ciò che il giovane nascondeva in casa non fosse un animale, bensì una donna: tale ipotesi venne confermata dalla dichiarazione di Styles, di alcuni giorni prima, che disse di sentire passi nella stanza quando Bellingham era assente.
Comunque, la notte stessa, giunse di gran carriera Hastie che, tra le altre cose, gli disse di una strana aggressione avvenuta ai danni di Long Norton, nemico di Bellingham. L'aggressore si suppone essere una scimmia sfuggita al controllo di qualcuno, per la sua velocità nell'attaccare la vittima e nello scomparire al sopraggiungere di alcuni passanti. Norton, però, asseriva che il suo assalitore stesse cercando di strangolarlo.
Smith, dopo alcun giorni di intenso studio senza mai avere contatti con l'esterno, esce per andare ad assistere alla regata dell'amico, assistendo involontariamente ad un litigio tra Bellingham e Monkhouse. Quest'ultimo, dopo la gara, gli si avvicina e lo mette in guardia dal suo ormai ex-amico, invitandolo ad abbandonare al più presto la torre. Il giorno dopo il povero Monkhouse viene aggredito, gettato nel fiume: sarà lo stesso Smith a soccorrerlo e, passando di fronte alla stanza di Bellingham, avrà finalmente le idee chiare sul suo vicino.
Dopo aver soccorso il gracile giovane, affronta l'egittologo, intimandogli di smettere di giocare con la sua mummia: infatti l'aggressore che si aggira per la città altri non è se non la mummia, giunta con il Lotto n.249, animata da un'antica conoscenza racchiusa in un vecchio papiro rinvenuto da Bellingham. Egli, a quel punto, decide di far aggredire dal suo emissario anche Smith, ma questi riesce a fuggire alle grinfie del mostro innaturalmente animato e a rifugiarsi dall'amico Dr. Peterson, al quale racconta ogni cosa. L'amico ovviamente non gli crede, ma la notte di fuga passata da Smith lo convince a dover agire per porre termine a questi atti criminali. Il giorno dopo, quindi, si reca da Bellingham e, armato di pistola, lo costringe a distruggere nel fuoco la sua mummia, le foglie utilizzate nel rituale e il papiro con l'oscura conoscenza.
(Arthur Conan Doyle, così conclude La mummia.)